# Ombúes de Oribe
Ombúes de Oribe est une ville de l'Uruguay située dans le département de Durazno. Sa population est de 108 habitants.

## Infrastructure
La ville est située entre les routes 14 et 100.

## Population
| Année | Population |
| ----- | ---------- |
| 2004  | 108        |
| 2011  | 89         |